# 尼古拉斯·罗德里格斯
尼古拉斯·罗德里格斯（西班牙語：Nicolás Rodríguez，1991年4月30日—），西班牙男子帆船运动员。他曾代表西班牙参加2020年夏季奥林匹克运动会帆船比赛，搭档霍尔迪·哈马尔获得男子470级铜牌。